# ثوران تدفقي

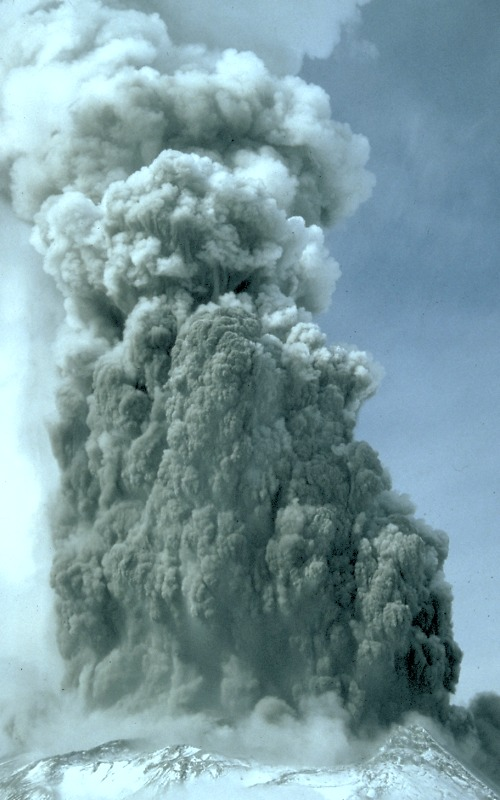
انفجار تدفقي حدث في جبل سانت هيلين سنة 1980

وهو نوع من الانفجارات البركانية يحدث عند ارتفاع الماغما وملامستها لسطح الأرض أو الماء. تسبب درجة الحرارة العالية للماغما (التي تتراوح ما بين 600-1700 درجة مئوية) إلى تبخر فوري للماء وتحوله إلى بخار. مسببة انفجار في البخار والماء والغبار والصخور والمقذوفات البركانية.